# 충무동 (부산)
충무동(忠武洞)은 부산광역시 서구의 행정동이다. 법정동으로 충무동1·2·3가, 토성동1·2·3·4·5가를 관할한다. 그 중 토성동4가에 서구청이 있다. 원래 충무동 2~3가의 명칭은 완월동(玩月洞)이었으나 개명되었다.

## 법정동
- 충무동1~3가
- 토성동(土城洞)1~5가